# TV3 Puls
TV3 Puls er navnet på en dansk tv-station ejet af mediekoncernen Viasat, der er en del af NENT Group. Kanalen havde premiere 23. marts 2008. Kanalen sender stort set døgnet rundt. TV3 Puls sender ligesom sine søsterkanaler TV3 og TV3+ fra London og har derfor reklamebreaks.
Programprofilen indeholder film, serier og gode livsstilsprogrammer til hele familien.
TV3 Puls er en abonnementskanal, der distribueres af bl.a. YouSee, Viasat, Telia Stofa, Dansk Bredbånd samt lokale antenneforeninger.